# Wild Mountain Thyme
Wild Mountain Thyme(와일드 마운틴 타임) 또는 Will You Go, Lassie, Go(윌 유 고, 래시, 고)는 스코틀랜드에서 유래된 아일랜드 포크송이다. 원래 이 곡은 18세기 말에 스코틀랜드의 시인인 로버트 태너힐(Robert Tanahill, 1774~1810)이 스코트어로 지은 < The Braes of Balquhidder>라는 제목의 곡이었다. 그런데 1957년에 북아일랜드의 포크 가수 프란시스 맥피크(Francis McPeake)가 이 곡을 편곡하여 불렀다. 가사는 대체로 영어로 번역되었지만 'lassie'(아가씨) 라는 스코트어는 그대로 살렸다. (단, 존 바에즈나 주디 콜린스 같은 여자 가수들은 lassie를 laddie로 바꾸어 부른다.) 백리향과 헤더(철쭉 비슷한 관목)라는 소재는 스코틀랜드 고전 포크송에서 많이 등장하는 소재이다. 때문에 이 곡은 스코틀랜드와 아일랜드 모두에서 널리 불리는 것은 물론, 보편적인 사랑을 주제로 하고 있기 때문에 미국 가수들도 많이 부른다. 심지어 한국 가수 임형주도 이 곡을 불렀다. 가사는 3절로 되어 있고, 내용은 헤더 숲으로 백리향을 따러 가자고(말린 백리향 잎이나 그 가루는 서양요리에서 육수를 우려낼 때나 고기요리에 뿌리는 양념으로 굉장히 중요하다) 연인에게 권유하는 내용이다. 스코틀랜드의 도라지타령이라고 할 수 있다. 다음과 같은 가수들이 불렀다.
- 프란시스 맥피크-1957년 라디오 방송에서 부름(오리지널 버전)
- 더 클랜시 브라더스-1962년도 앨범 <The Boys won't Leave the Girls Alone>, 1984년도 앨범 <Reunion> 등
- 더 코리스-1969년도 앨범 <The Corries in Concert>
- 밥 딜런-<The Minnesota Tapes>
- 존 바에즈-1965년도 앨범 <Farewell, Angelina>
- 존 맥더모트-1997년도 앨범 <When I Grow Too Old To Dream>
- 임형주